# Coroner (série de televisão)
Coroner é uma série de televisão dramática canadense baseada na série de romances Jenny Cooper de M. R. Hall que começou a ser transmitida pela CBC em janeiro de 2019. A série é estrelada por Serinda Swan como Jenny Cooper, uma legista de Toronto, viúva recentemente, que investiga mortes suspeitas.
A série foi desenvolvida para a televisão por Morwyn Brebner, e será produzida pela Muse Entertainment, pela Back Alley Film Productions e pela Cineflix Studios, com Adrienne Mitchell como produtora executiva e diretora principal.
Em 11 de maio de 2020 foi anunciado que a rede estadunidense iria exibir a série a partir da temporada 2020-21 nos Estados Unidos. 

## Elenco
- Serinda Swan como Jenny Cooper
- Alli Chung como Det. Taylor Kim
- Roger Cross como Donovan “Mac” McAvoy
- Paniz Zade como Shanti Laghari
- Eric Bruneau como Liam Bouchard
- Ehren Kassam como Ross Kalighi
- Tamara Podemski como Alison Trent
- Lovell Adams-Gray como Dr. Dwayne Allen
- Saad Siddiqui como Dr. Neil Sharma

## Produção
A série foi renovada para uma segunda temporada de oito episódios em 25 de março de 2019.